# Comté de Newport
Le comté de Newport est un comté de l'État de Rhode Island. Rhode Island ne compte en fait aucun comté, et ce découpage a uniquement une vocation géographique et statistique. La population du comté était de 85 643 habitants au recensement de 2020 pour une superficie de 812 km², soit une densité moyenne de 318 habitants/km².
La ville principale est Newport.

## Géographie

### Comtés voisins
|                     | Comté de Bristol |                                  |
| Comté de Washington | comté de Newport | Comté de Bristol (Massachusetts) |
|                     | Océan Atlantique |                                  |

## Villes du comté
- Jamestown
- Little Compton
- Middletown
- Newport
- Portsmouth
- Tiverton